# Irlande au Concours Eurovision de la chanson 2010
L' Irlande a participé au Concours Eurovision de la chanson 2010. Parmi les participants à la sélection nationale, on retrouve la gagnante du Concours Eurovision de la chanson 1993 : Niamh Kavanagh.
| # | Artiste        | Chanson                      | Points | Classement |
| - | -------------- | ---------------------------- | ------ | ---------- |
| 1 | Leanne Moore   | "Does Heaven Need Much More" | 78     | 4          |
| 2 | Lee Bradshaw   | "River of silence"           | 50     | 5          |
| 3 | Mikey Graham   | "Baby, Nothing's Wrong"      | 110    | 2          |
| 4 | Monika Ivkic   | "Fashion Queen"              | 98     | 3          |
| 5 | Niamh Kavanagh | "It's for you"               | 144    | 1          |